# Jack Heuer
Jack William Edouard Heuer (* 18. November 1932 in Bern) ist ein Schweizer Unternehmer der Uhrenbranche.

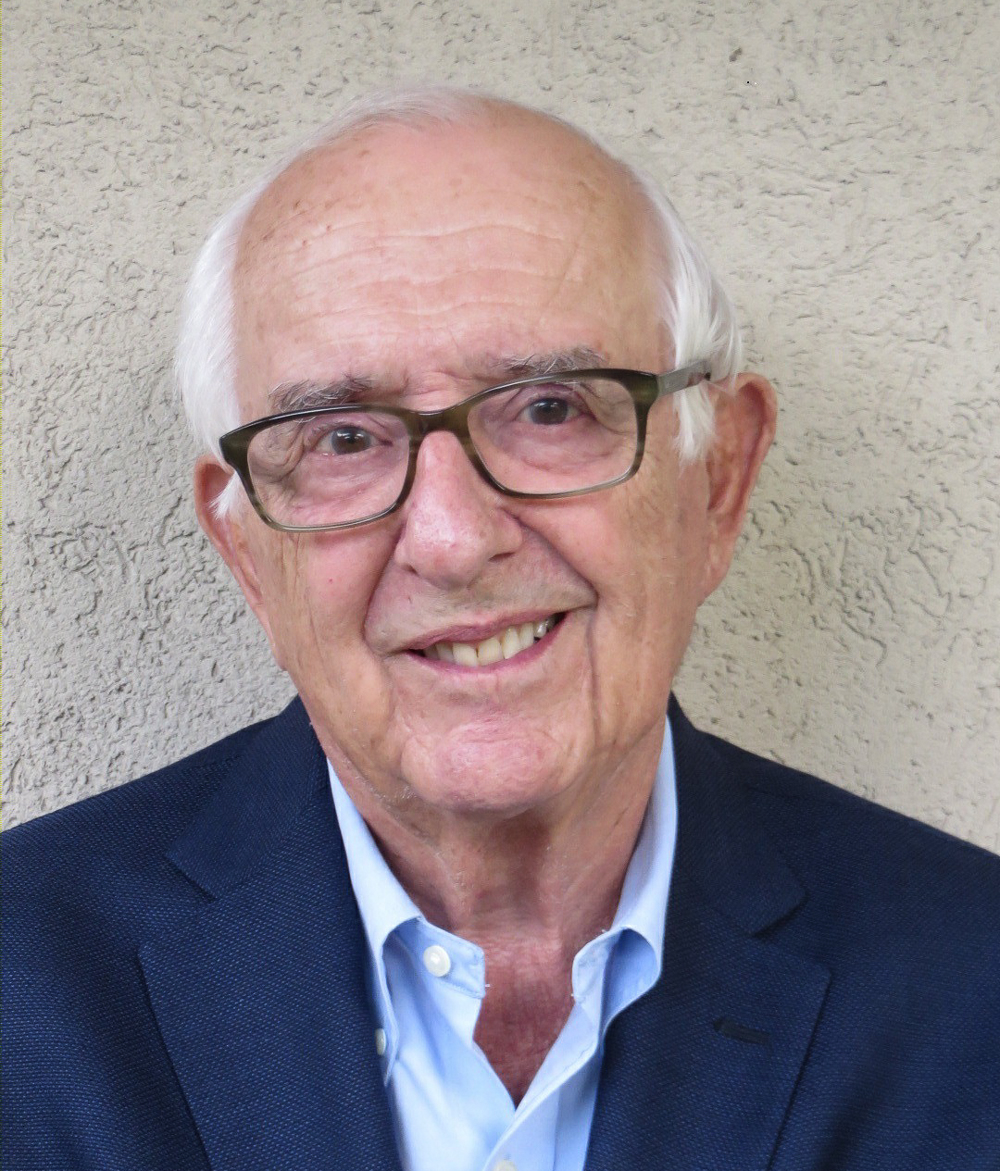
Jack Heuer war Geschäftsführer und Mehrheitsaktionär des Familienunternehmens Ed. Heuer & Co, des späteren Uhrenunternehmens TAG Heuer, von 1961 bis 1982

## Leben
Jack Heuer wuchs in Biel im Kanton Bern auf, wo er auch die Schulen besuchte. Sein Urgrossvater war Edouard Heuer, der Gründer der Schweizer Uhrenfirma Ed. Heuer & Co. Jack Heuer wuchs mehrsprachig auf. Biel ist eine zweisprachige Stadt an der Sprachgrenze zwischen der Deutsch- und der Westschweiz. Zudem hatte seine Mutter Englisch als Muttersprache. Er absolvierte das städtische Gymnasium in Biel und schloss 1951 mit der Matura ab. Anschliessend wählte er ein neu angebotenes Studium als Betriebsingenieur mit einer Grundausbildung in Elektrotechnik an der Eidgenössischen Technischen Hochschule in Zürich (ETHZ). Bereits während seines Studiums an der ETH konnte er ein Praktikum in einer New Yorker Firma machen, welche Kunde der Uhrenfirma Heuer war. Das Studium schloss er mit sehr gutem Ergebnis Ende 1957 als Diplomingenieur ab.
Danach trat er ins Familienunternehmen ein und baute ab 1959 die eigene Vertriebsorganisation Heuer Time Corporation in den USA auf. Weil sein Onkel Hubert die Firmenanteile verkaufen wollte, konnte er schon 1961 mittels eines Bankkredits und mit abgetretenen Anteilen seines Vaters eine Mehrheitsbeteiligung an der Familiengesellschaft erwerben. Im Alter von 28 Jahren war er nun wesentlich mitverantwortlich für die Geschicke des Familienunternehmens. Er führte in den USA erlernte Marketingmethoden ein und war selbst als Gestalter von neuen Uhrenmodellen innovativ tätig. Während der nächsten 20 Jahre prägte er das Unternehmen.
Nachdem schon seine Vorgänger die Firma Heuer als Lieferanten von präzisen Stoppuhren und Chronometern bekannt gemacht hatten, steigerte er den Bekanntheitsgrad der Marke Heuer für Sportanwendungen durch bekannte Markenbotschafter wie Schauspieler, Autorennfahrer und Politikern sowie durch eine erste Partnerschaft mit dem Formel-1-Rennstall Ferrari und danach weiteren Werbevereinbarungen. Eine späte Würdigung dieser Anstrengungen erlebte Jack Heuer 2021, als unter der Führung von Frédéric Arnault eine Porsche-Carrera von TAG Heuer lanciert wurde.
In den 1970er Jahren fuhr Heuer einen Porsche als Dienstwagen, nachdem eine Zusammenarbeit mit Porsche zustande gekommen war. Für die Zeitmessung an Automobilrennen entwickelte ein Team von Heuer 1974 das Automatic Car Identification Timing System, welches erstmals versuchsweise die Echtzeiterfassung der Reihenfolge von Rennwagen erlaubte. Allerdings dauerte es noch bis 1992, um aus dem ursprünglichen Prototypensystem ein seriemässig hergestelltes Zeitmesssystem durch die Nachfolgeorganisation TAG Heuer zum Einsatz zu bringen. Dieses Zeitmesssystem diente während der folgenden 12 Jahre als offizieller Zeitnehmer bei allen Formel-1-Rennen.
Heuer versuchte auch frühzeitig, elektronische Uhrenmodelle zu entwickeln. Dazu gründete er 1978 die Heuer Microtechnic für die Entwicklung kundenspezifischer integrierter Schaltkreise, sogenannter ASICs, zusammen mit der Firma Eurosil in München und einer Halbleiterfirma im Silicon Valley. Dank dieser Initiative konnte ein für die Firma Heuer exklusiv hergestellter CMOS-Chip mit eingebauter Flüssigkristall-Ansteuerung für die neue Heuer-Stoppuhr LCD Microspit eingesetzt werden. Sie diente an den Olympischen Spielen 1980 als offizielle Stoppuhr. Zudem schloss sich die damalige Firma Heuer-Leonidas mit Omega und Longines zur «Swiss Timing»-Gruppe zusammen, um als offizieller Zeitnehmer an Olympischen Spielen berücksichtigt zu werden.
Die massive Abwertung des US-Dollars in Kombination mit der schwierigen Umstellung von mechanischen Uhrwerken, insbesondere von Stoppuhren und Chronometern zu quarzgesteuerten Elektronikprodukten (sogenannte Quarzkrise), brachte die Firma Heuer-Leonidas in finanzielle Schwierigkeiten. Im wichtigsten Absatzmarkt USA wurden Generalimporteure zahlungsunfähig, sodass die Firma Heuer die entsprechenden Ausstände als Verluste abschreiben musste. Die geldgebenden Banken organisierten 1982 die Übernahme des Unternehmens durch eine Fremdfirma. Jack Heuer verlor dabei sowohl seine Position als Geschäftsführer als auch sein Geschäftsvermögen und schied als letzter Vertreter der Familie aus. Die nächsten Jahre war er als Unternehmensberater tätig. Zudem übernahm er die Vertretung der Firma Integrated Display Technology (Hongkong) für Europa.
Erst nach dem Kauf von Heuer-Leonidas durch die arabische Gruppe Techniques d’Avant Garde (TAG) im Jahr 1985 und erneuter Übernahme durch die französische Luxusgüterfirma LVMH 1999 söhnte sich Jack Heuer mit der neuen Firmenleitung aus und wurde zum Ehrenpräsidenten von TAG Heuer ernannt. Diese Funktion mit vielen Repräsentationsaufgaben hielt er während 12 Jahren inne. Anlässlich seines 85. Geburtstages lancierte TAG Heuer in Anerkennung seiner Leistungen die Heuer Autavia Calibre 02 Special Edition Jack Heuer 85th Birthday.
Heuer ist verheiratet und hat zwei Söhne und eine Tochter.

## Ehrungen
- GEM Award for Lifetime Achievements.  American Gem Society / US Jewelry Association. New York 2007.[2]